# Mariano Latasa

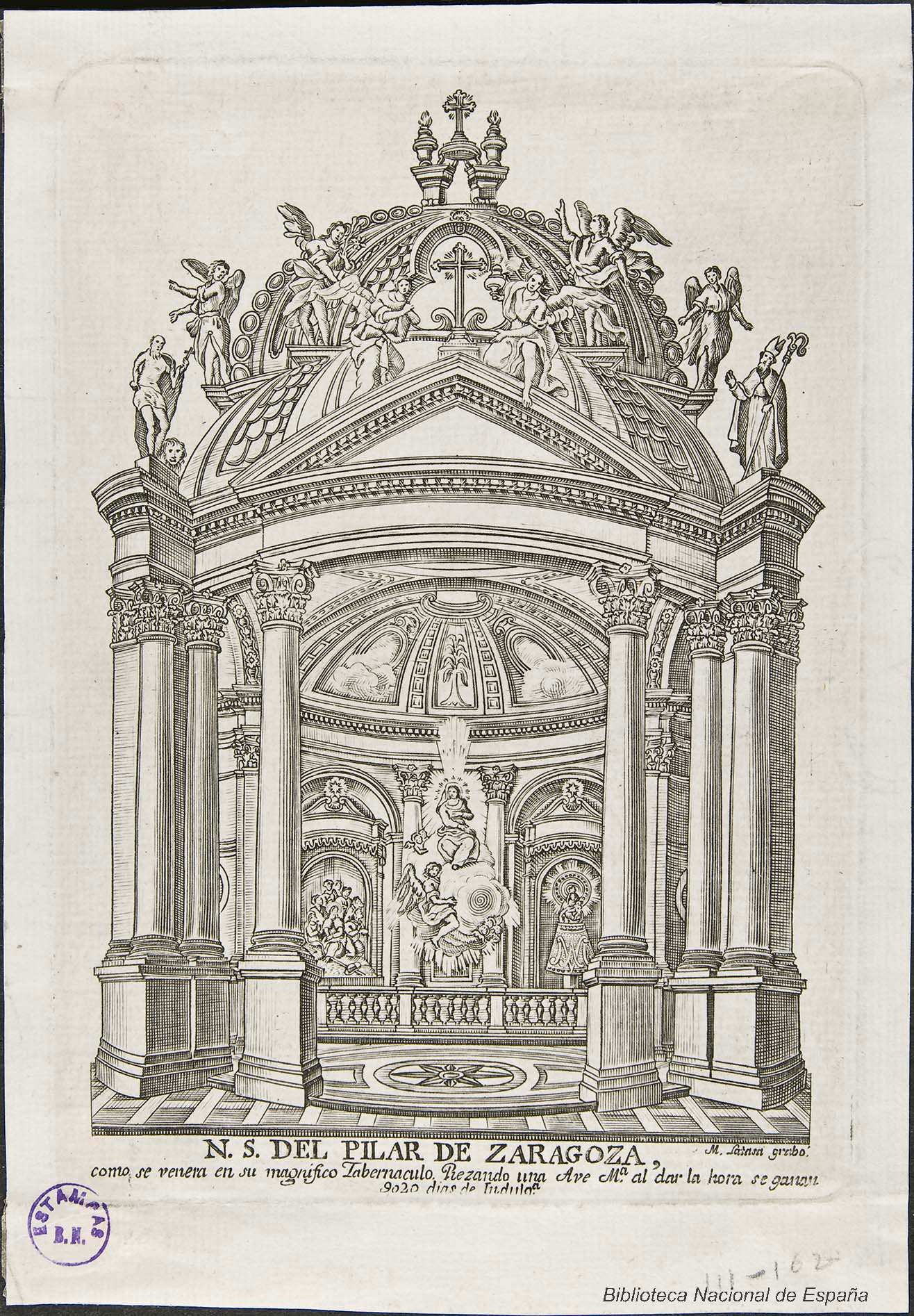
N.S. del Pilar de Zaragoza como se venera e su magnífico Tabernáculo. Talla dulce. Madrid. Biblioteca Nacional de España

Mariano Latasa y Pradas (Zaragoza, 1770-1808) fue un calcógrafo español.

## Biografía y obra
Inició sus estudios artísticos en la Escuela de Dibujo promovida por la Real Sociedad Económica Aragonesa de Amigos del País, que lo premió en 1789 con 200 reales por la sección de dibujo de arquitectura militar. En 1792 fue pensionado por la Sociedad Económica y la recién creada Real Academia de Nobles y Bellas Artes de San Luis para estudiar grabado en la Real Academia de Bellas Artes de San Fernando, bajo la supervisión de dos respetados maestros aragoneses ya establecidos en la corte: Bayeu y Goya, asistiendo a las clases de Manuel Salvador Carmona para el grabado y de Mariano Salvador Maella para el dibujo.
Agotada la pensión, regresó a Zaragoza en 1796, abriendo la primera tienda de grabados con que contó la ciudad. Dedicada principalmente a la estampa religiosa, con la Virgen del Pilar como eje, también lo fue de su propia producción en la que la imagen se repite, ya sea en figura aislada y sobre la columna, por dibujo de fray Manuel Bayeu —lámina fechada en 1798 de la que se conserva la matriz en el Archivo Capitular de su basílica de Zaragoza—, en el acto de aparecerse al apóstol Santiago y sus primeros discípulos en su venida a España, o como vista arquitectónica del Tabernáculo de Ventura Rodríguez en el interior de la Basílica del Pilar, de la que existen al menos tres versiones: una fechada en 1800, aguafuerte y buril que se presenta como «vista exterior e interior del magnífico tabernáculo de N. S. del Pilar», otra, fechada en 1805, vista solo del interior, y la tercera, de menor tamaño y sin fecha, semejante a la primera pero reducida a las líneas esenciales del dibujo, de la que existe un ejemplar en la Biblioteca Nacional de España.